# Boxeuropameisterschaften 1942

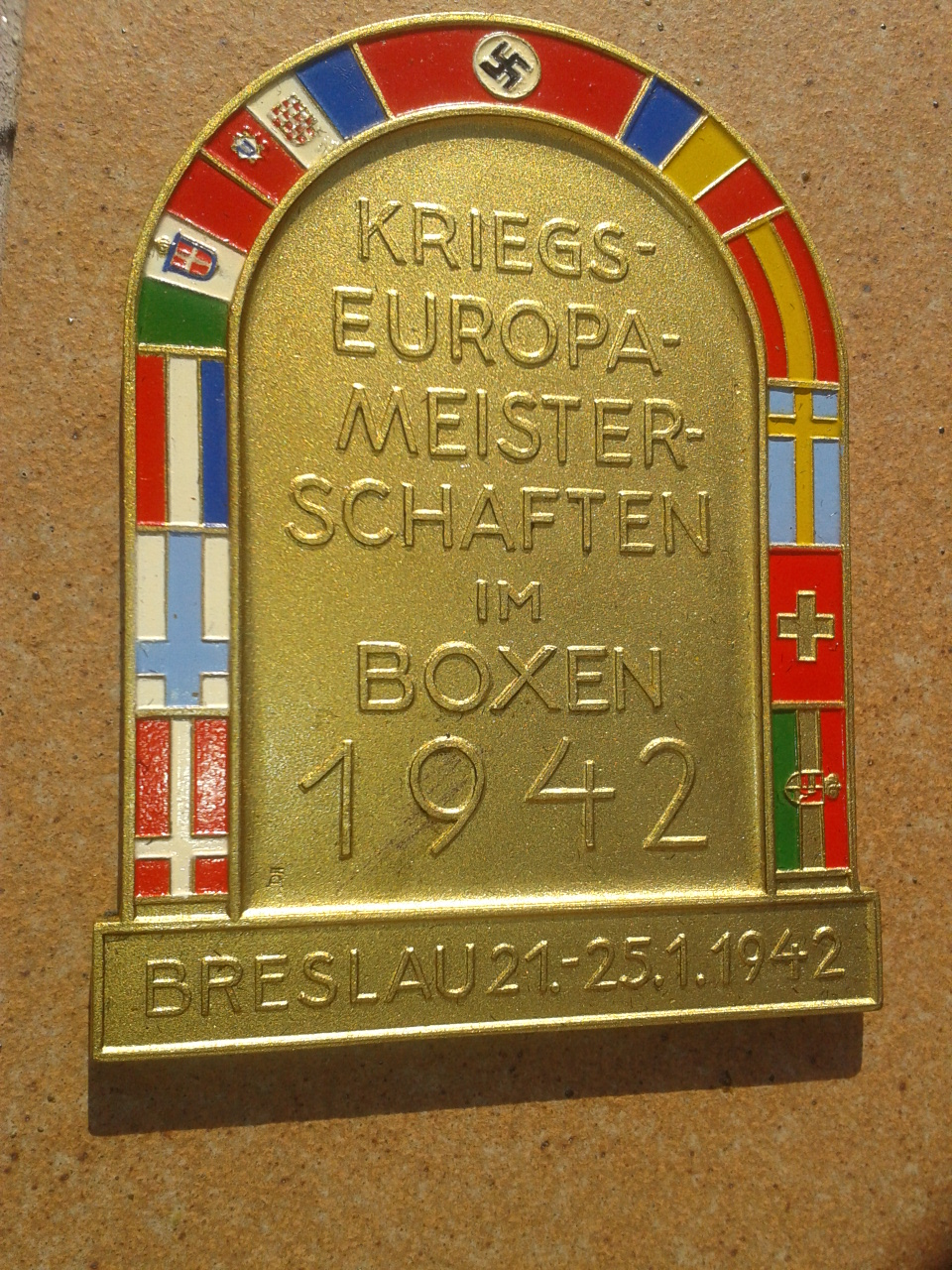

Die Herren-Boxeuropameisterschaften der Amateure wurden im Januar 1942 in Breslau ausgetragen. Es waren die letzten Europameisterschaften bis zum Kriegsende. Die dort errungenen Titel wurden nach dem Krieg durch die AIBA annulliert, da man diese Europameisterschaft zur „Rumpfmeisterschaft“ deklarierte, weil die Kriegsgegner Deutschlands fehlten.

## Ergebnisse
| Klasse            | Gold                            | Silber                       | Bronze                      |
| Fliegengewicht    | Constante Paesani Italien       | Amleto Falcinelli Italien    | Mariano Diaz Mendez Spanien |
| Bantamgewicht     | Arturo Paoletti Italien         | Juan Martí Spanien           | Stig Kreuger Schweden       |
| Federgewicht      | Dezső Frigyes Ungarn            | Artur Büttner Deutschland    | Ermano Bonetti Italien      |
| Leichtgewicht     | Duilio Bianchini Italien        | Florindo Tiberi Italien      | Heinz Gorczyca Deutschland  |
| Weltergewicht     | Ferdinand Räschke Deutschland   | Lajos Szentgyorgy Ungarn     | Borje Wretman Schweden      |
| Mittelgewicht     | Karl Gustaf Noren Schweden      | Adolf Baumgarten Deutschland | Carl Schmidt Deutschland    |
| Halbschwergewicht | Svend Aage Christensen Dänemark | Otto Proffitlich Deutschland | Rudolf Pepper Deutschland   |
| Schwergewicht     | Hein ten Hoff Deutschland       | Richard Grupe Deutschland    | Gino Latini Italien         |